# David Hogan (Snookerspieler)
David Hogan (* 7. Mai 1988) ist ein irischer Snookerspieler. 

## Karriere
Hogan qualifizierte sich als EBSA-Amateureuropameister 2009 für die Main-Tour-Saison 2009/10. Während der Saison gewann er jedoch nur zwei seiner Auftaktspiele und beendete die Saison auf Rang 85, was nicht zur Verteidigung seines Platzes auf der Profitour ausreichte. 
In der folgenden Spielzeit als Amateur konnte er sich über Platz eins in der nationalen Wertung Irlands ein neues Main-Tour-Ticket erspielen. Die Saison 2011/12 begann für ihn relativ gut: Bei der Qualifikation zum Shanghai Masters 2011 gelangen ihm zwei Siege. Den Rest des Kalenderjahres 2011 stagnierten seine Leistungen jedoch; bei fast allen PTC-Turnieren und Ranglistenturnier-Qualifikationen verlor er sein Auftaktmatch.